# 李鸿章杂碎

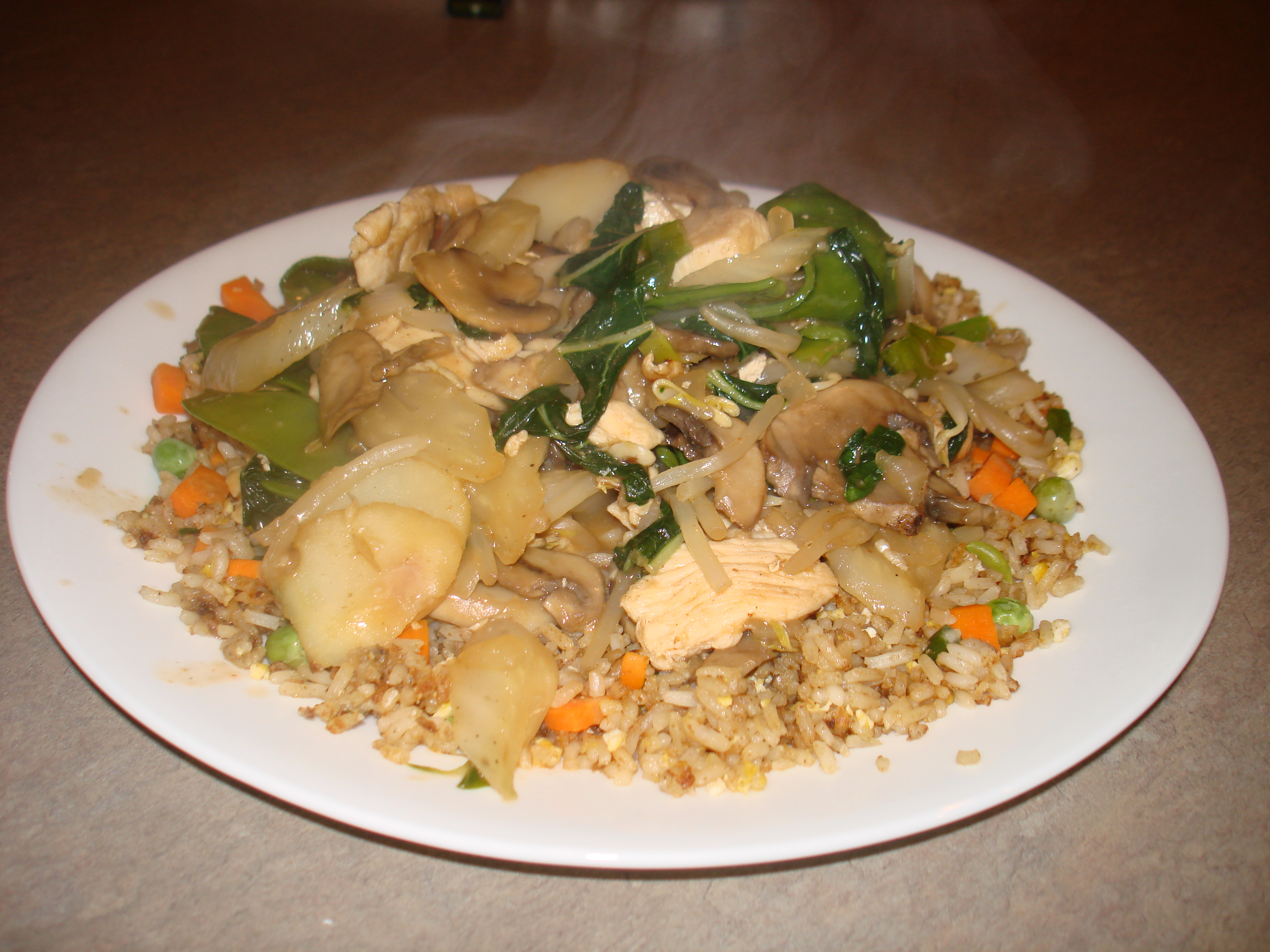
搭配炒饭的杂碎

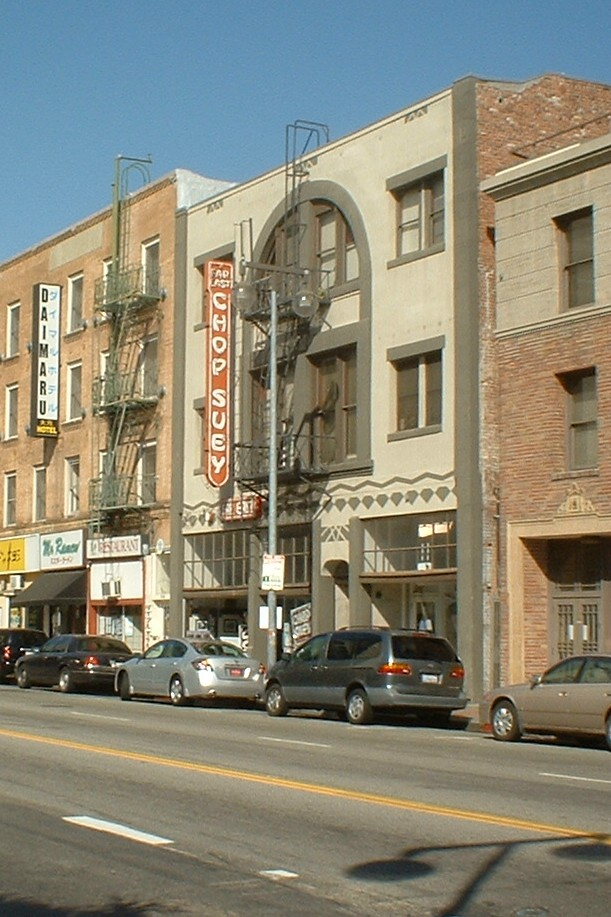
洛杉矶杂碎馆

李鸿章杂碎（英語：chop suey）又稱杂碎，是盛行于北美地区的的美式中国菜。至今已有一百多年的历史，因1896年清末名臣李鸿章游历美国而名声大噪，进而在美国和加拿大流行，成为北美地区一道受人喜爱的華人美食。

## 由来
“炒杂碎”作为在美国最出名的美式中国菜，其起源有多种说法。一种说法是由在美国為修铁路的工人作菜的华工厨子发明，另外一种说法是起源于淘金热时期的中国餐馆，不管哪一种说法属实，都说明在李鸿章出訪美国之前杂碎已经出现在美国的华裔餐馆了，且跟揚州炒飯一樣，廚師多为广东籍移民。
不过，目前较为准确的说法是，杂碎起源于广东江门台山，菜式也是从台山菜中提炼而成。其中一名比较出名的香港医生，在追忆时谈到，“当时在1894年吃这道菜，就是在美国的台山饭馆里，味道没有怎么变，正如我所讲的那样，台山人个个都是探险家，因此这道菜极有可能来自于台山。”在台山-四邑地区，农民大部分以什锦蔬菜面食为主，也正是如此，西半球的大多数中国人为台山人，且极大多数的餐馆以杂烩和炒面为主。
美国现存最早的杂碎餐馆菜单是一张1879年波士顿宏发楼的菜单，现存纽约美國華人博物館，说明“炒杂碎”在李鸿章访美之前已经存在，“杂碎”被冠以李鸿章之名，源于1896年李鸿章访美时，据称李鸿章在当地受到了盛大的欢迎，一时成为美国上下关注的对象。而先期进入美国的餐馆商人便借李鸿章之名，成功进行了一次捆绑式的广告营销，从而诞生了著名的“李鸿章杂碎”。

## 做法
在西方的中餐馆中，“李鸿章杂碎”是很常见的一道菜肴，各地饮食习惯不同，做法也各有差异。
美国版的“李鸿章杂碎”取材肉丝炒菜丝，用猪肉丝或鸡丝等，与绿豆芽、芹菜丝、笋丝、青椒丝、洋葱丝、大白菜丝或者荷兰豆等混炒而成，1903年梁启超游历美国时品尝過這道菜，印象不佳：“然其所谓杂碎者，烹饪殊劣，中国人从无就食者”。

## 起源趣闻
传闻李鸿章在访问美国时，因吃不惯西餐，其私人随身厨师便将剩菜杂烩一锅，恰巧有外国客人造访，李鸿章挽留招待。外国客人品尝后称赞之余，向李鸿章询问菜名，李随口一句“杂碎”。另一传說是李鸿章要宴請美國人，李鴻章的廚師為了滿足中美兩國的口味，而發明了「雜碎」。此后“李鸿章杂碎”便流行开来，在当地大受欢迎，成为当地中餐馆的一道招牌菜。這些传說都是典型的烹飪神話。

## 影響
梁启超在1903年访问美国时，曾经感慨道，“杂碎馆自李合肥（鸿章）遊美后始发生。前此西人足迹不履唐人埠，自合肥至后一到游历，此后来者如鲫……自此杂碎之名大噪。仅纽约一隅，杂碎馆三四百家，遍于全市。此外东方各埠，如费尔特费（费城）、波士顿、华盛顿、芝加高（芝加哥）、必珠卜（匹兹堡）诸埠称是。”
杂碎一词很早进入美国主流文学艺术。美国诺贝尔文学奖得主辛克莱·刘易斯的1914年小说Our Mr. Wrenn和1922年小说Babbitt，都提到美国中式餐馆的杂碎。美國爵士樂音樂家路易斯·阿姆斯壯1925年出的唱片歌曲中包括Who'll Chop Your Suey（When I'm Gone）。美国画家愛德華·霍普1929年作油画《杂碎》。